# Wiener Klangstil
Wiener Klangstil ist ein relativ neuer Sammelbegriff für Eigenschaften, die den speziellen Klang der Wiener Orchester ausmachen. Der Begriff bezeichnet die spezifische Art der Interpretation von Werken der Orchester- und Kammermusikliteratur durch Wiener (und zum Teil österreichische) Orchester, die sich bezüglich der stilistischen Ausführung und der klanglichen Präferenzen von internationalen Gepflogenheiten deutlich unterscheidet.

## Entstehung
Die Wiener Musiker machten nicht alle instrumententechnischen Neuerungen in der zweiten Hälfte des 19. Jahrhunderts mit, die auf ein größeres Klangvolumen und leichtere Spielbarkeit abzielten. Der Begriff „Wiener Klangstil“ findet sich erstmals 1966 in einem Schreiben des damaligen Präsidenten der Akademie für Musik und darstellende Kunst Wien, Hans Sittner, an das Bundesministerium, in dem er die Neugründung eines wissenschaftlichen Instituts für Wiener Klangstil beantragte. 1973 erfolgte die Herausgabe eines dreibändigen, handschriftlich abgefassten Werkes Der Wiener Bläserstil durch Hans Hadamowsky, in dem erstmals die Besonderheiten der Wiener Musiziertradition zum damaligen Zeitpunkt aus überwiegend subjektiver Sicht schriftlich festgelegt und definiert wurden.
1980 folgten Untersuchungen auf naturwissenschaftlicher Basis zu den baulichen, akustischen und spieltechnischen Besonderheiten der Wiener Oboe., des Wiener Horns und der Wiener Pauke Zahlreiche nationale, vor allem aber internationale Publikationen verankerten den Begriff Wiener Klangstil im In- und Ausland. Schließlich wurde im Jahr 2006 der Begriff „Wiener Klangstil“ zur Umschreibung der Charakteristiken des Wiener Musizierstils von Gregor Widholm im Oesterreichischen Musiklexikon Bd. 5 definiert.

## Wiener Orchesterinstrumente
Der Wiener Klangstil zieht ein breites Spektrum von Klangfarben einem grundsätzlich homogenen Klang vor, dafür wird eine unbequemere Spielweise in Kauf genommen. Dass der heutige exakt dem authentischen Klang der Wiener Klassik entspreche, lässt sich aufgrund der zahlreichen Veränderungen in der Zwischenzeit allerdings nicht sagen.

### Merkmale bei Bläsern
- Sparsamer und gezielter Einsatz des Vibratos als Ausdrucksmittel und nicht generell als Stilmittel.
- Präferenz für Instrumente, die eine starke Klangfarbenänderung in Abhängigkeit von der gespielten Dynamik ermöglichen.
- Bei Oboe, Waldhorn, Posaune und Tuba aufgrund der engeren Mensur beziehungsweise bei den Holzblasinstrumenten aufgrund eines leichteren Rohrblattes generell eine hellere (teiltonreichere) Klangfarbe.
- Bei Klarinette und Trompete ist eine gegenüber dem international üblichen Instrumentarium wesentlich dunklere (teiltonärmere) Klangfärbung charakteristisch.

### Merkmale beim Schlagwerk
Bei Pauken und Trommeln werden ausschließlich (und nur in Wien) Ziegenfelle eingesetzt. Durch die bei diesen Fellen stärker ausgeprägten radialen Schwingungsmoden ist der Anteil der tonalen Komponenten im Klang der Wiener Pauke wesentlich höher. Darüber hinaus ist eine an die Eigenschaften des Fells angepasste Wahl des Materials des Schlägelkopfes und der Schlägelhaltung feststellbar.

### Merkmale bei Streichern
Es gibt keine Unterschiede zum Instrumentarium anderer internationaler Orchester, die Merkmale des „Wiener Streicherklanges“ beruhen ausschließlich auf der Komponente Mensch. Bei den meisten Streichinstrumenten sind von der Zeit der Wiener Klassik bis heute durchgehend Streicherschulen nachweisbar, in denen die Lehrer selbst Konzertmeister der großen Wiener Orchester waren und nach dem Meister-Schüler-Prinzip die Musiziertradition kontinuierlich weitergaben. Davon unabhängig ist das Anwenden von kammermusikalischen Prinzipien im Orchesterspiel und der Einfluss böhmischer, tschechischer und russischer Streicherschulen ein wesentliches Kennzeichen des Wiener Streicherklanges.

## Allgemeine Merkmale
Stilistisch liegen die Wurzeln des Wiener Klangstils in den Interpretationsregeln der Wiener Klassik, durchsetzt mit Einflüssen der deutschen Romantik. Was die Klangfarbe betrifft, so liegt die Präferenz eindeutig bei Instrumenten, welche den Musikern eine gezielte Gestaltung der Klangfarbe in Abhängigkeit vom musikalischen Kontext erlauben. So wie der Mensch selbst ist aber auch die stilistische und klangliche Charakteristik eines Orchesters einem kontinuierlichen Wandel unterworfen. Am Beispiel des Gebrauchs des Vibratos bei den Streichern der Wiener Philharmoniker im Laufe des 20. Jahrhunderts kann dieser permanente Evolutionsprozess nachvollzogen werden. Der Wiener Klangstil ist daher etwas sich Veränderndes. Unverändert bleibt jedoch das Festhalten an den klanglichen und stilistischen Grundprinzipien. Dieses Festhalten ist der Grund für das besondere, nur in Wien verwendete Instrumentarium bei den Blasinstrumenten.
Im Laufe der zweiten Hälfte des 19. Jahrhunderts wurden alle Orchesterinstrumente einer Modifikation in Richtung größerer Lautstärke (Schallleistung) unterworfen. Bei den Holz- und Blechblasinstrumenten erfolgte zusätzlich aufgrund der gestiegenen technischen Anforderungen überhaupt eine Neukonstruktion. Bei Trompeten setzte sich endgültig die Ventilversion, beim Horn das Doppelhorn (Erfindung durch Eduard Kruspe vor 1900) durch.
Auffallend ist, dass die Wiener Orchester alle Instrumente, bei welchen die komfortablere Spielbarkeit im Zuge der Neukonstruktion zu Lasten der klanglichen Differenzierbarkeit ging, ablehnten und auch heute noch ablehnen. Deutlich zeigt sich dies bei den Holzblasinstrumenten. Während weltweit die von Theobald Böhm und Guillaume Triébert in der zweiten Hälfte des 19. Jahrhunderts neu konstruierten Instrumente in Verwendung stehen, ist die moderne „Wiener Oboe“ nichts anderes als ein modifiziertes Instrument des Dresdner Instrumentenmachers Carl Golde (verstorben 1873). Bei Klarinette und Fagott werden leicht modifizierte deutsche Instrumente eingesetzt, nur im Falle der Querflöte entschied man sich nach langem Zögern erst ab zirka 1930 nach und nach zum Umstieg auf das weltweit verwendete Böhm-Modell. Grund dafür könnte sein, dass – wie neuere Untersuchungen zeigten – die mit der Querflöte produzierte Klangfarbe, durchaus ähnlich der Situation bei den Streichinstrumenten, nicht so sehr vom Instrument, sondern weitestgehend vom Spieler abhängt.
Beim Waldhorn verzichten die Wiener Orchester auf die leichtere Spielbarkeit und höhere Sicherheit des Doppelhorns um den Vorteil der klanglichen Vielfalt nicht zu verlieren. Das Wiener Horn entspricht im Wesentlichen dem Naturhorn der Wiener Klassik mit hinzugefügten Pumpenventilen des Instrumentenmachers Leopold Uhlmann (1806–1878). Bei den Trompeten wird im Gegensatz zu den weltweit eingesetzten Perinet-Ventil-Instrumenten das alte deutsche Modell mit Drehventilen verwendet, die Wiener Tuba in F ist ein eigenständiger Instrumententypus. Lediglich bei den Posaunen folgen die Wiener Orchester der allgemein zunehmenden Verdrängung der heute so genannten Barockposaune, obwohl auch hier durch die Wahl engerer Mensuren eine klangliche Präferenz erkennbar ist.
Bei den Streichinstrumenten hatten die im 19. Jahrhundert vorgenommenen Änderungen (größerer Bassbalken, steilerer Winkel des Griffbrettes und höherer Steg) keinen so großen Einfluss auf das klangliche Verhalten der Instrumente wie bei den Blasinstrumenten. Dies dürfte auch der Grund für die Akzeptanz der neuen Instrumente durch die Wiener Orchester gewesen sein. Darüber hinaus hängt die mit Streichinstrumenten produzierte Klangfarbe weniger vom Instrument, sondern vor allem von der Besaitung (historisch mit Darm oder seit ca. Mitte des 20. Jahrhunderts mit Stahl), aber auch der Spieltechnik ab.
Der erste naturwissenschaftliche und durch die Teilnahme von weltweit über tausend Testpersonen auch statistisch ausreichend abgesicherte Beweis für die Existenz eines bisher nur behaupteten Wiener Klangstils erfolgte 2002 durch Matthias Bertsch. Anhand von käuflich erwerbbaren CD-Aufnahmen der Wiener, Berliner und New Yorker Philharmoniker wurde mit Hilfe von rund 1200 Personen, darunter Laien, Amateurmusiker, professionelle Orchestermusiker, Solisten, Tonmeister und Studierenden von Musikuniversitäten sowie internationalen Top-Dirigenten, die einige der verwendeten Aufnahmen selbst leiteten, wie zum Beispiel Zubin Mehta oder Seiji Ozawa, die Erkennbarkeit der Wiener Philharmoniker im Blindtest untersucht. Die Ergebnisse zeigten, dass die Hörbarkeit im Wesentlichen von der individuellen Hörerfahrung und Vertrautheit des Hörers mit den klanglichen Besonderheiten sowie der rhythmischen Interpretation abhängt.